# فازيك كازاريان
فازيك كازاريان (بالأرمنية: Վազիկ Ղազարեան); (بالفارسية: وازیک قازاریان) (مواليد 1937) هو ملاكم إيراني، مثّل بلاده في الألعاب الأولمبية الصيفية 1960.

## روابط خارجية
فازيك كازاريان على موقع أوليمبيديا (الإنجليزية)